# Jim Knobeloch
Jim Knobeloch est un acteur américain né James Joseph Knobeloch le 18 mars 1950 à Belleville (Illinois). Il a été le mari de Beth Sullivan, créatrice de la série "Docteur Quinn, Femme Médecin".
Il est principalement connu pour avoir joué le rôle de Jake Slicker, le barbier de Colorado Springs ainsi que le maire de cette ville dans la série "Docteur Quinn, Femme Médecin"

## Filmographie
- 1993-1998 : Docteur Quinn, femme médecin : Jake Slicker
- 2005  : King Kong  : Thuggish Studio Guy

- 2008  : Grand Galop (saison 3 : épisode 16)  : Gerry

- 2012  : The 25th Reich  : Captain Donald O'Brian

- 2012  : Iron Sky  : Officier Nazi

- 2014  : Predestination  : Dr.Belfort

- 2022  : Smiling Friends :Horror Host
- 2024 : Ricky Stanicky de Peter Farrelly